# Paso del Durazno
Paso del Durazno é uma comuna da província de Córdoba, na Argentina.